# Emiel Sandtke
Emiel Sandtke, né le 18 janvier 1983 à Delft, est un acteur, réalisateur et scénariste néerlandais,,,, principalement connu pour son rôle de Dex Huygens (nl) dans le feuilleton Goede tijden, slechte tijden. Il est également connu pour ses rôles de Sander Looman dans les feuilletons Vuurzee (nl) et de Thomas dans Het Huis Anubis II.

## Filmographie

### Acteur

#### Cinéma et téléfilms
- 2005 : Burgers/Reizigers : Alex
- 2005-2009 : Vuurzee (nl) : Sander Looman
- 2006 : Body Image : Dave
- 2006 : Sl8n8 (nl) : Stefan
- 2007 : Spetter! en het Romanov Raadsel : Mark
- 2007 : Spetter! (nl) : Mark
- 2007 : Trage liefde (nl) : Felix
- 2008 : Drang : Tobias
- 2008-2010 : Goede tijden, slechte tijden : Dex Huygens
- 2011 : Het Huis Anubis en de Vijf van het Magische Zwaard (nl) : Thomas
- 2011 : The Passion (nl) : Disciple

### Réalisateur et scénariste
- 2013 : The Biggest
- 2016 : Vliegende Ratten